# Euphumosia lopesi
Euphumosia lopesi är en tvåvingeart som beskrevs av Hiromu Kurahashi 1991. Euphumosia lopesi ingår i släktet Euphumosia och familjen spyflugor. Inga underarter finns listade i Catalogue of Life.